# Pro aris et focis
Pro Aris et Focis é uma frase latina que significa "Por Deus e pelo País" ou, literalmente, "pelos nossos altares e lares".
É frequentemente usada por autores antigos para expressar ligação a tudo o que é mais querido e venerável. É ainda usada como lema ou divisa de diversas famílias e regimentos militares, bem assim como o lema de Wills Hall, uma das nove residências universitárias da Universidade de Bristol.